# Les Gremlins du Kremlin
Pour plus de détails, voir Fiche technique et Distribution.
Les Gremlins du Kremlin (Russian Rhapsody) est un cartoon Merrie Melodies réalisé par Bob Clampett en 1944.